# Ложничий
Ложничий (пол. Łożniczy, лат. cubiculari, lectistrator) — придворная должность Речи Посполитой, должностное лицо, ответственное за королевскую спальню.
Ложничий отвечал за королевскую спальню, покои: застилание кровати, постель, личное бельё. В правление Стефана Батория ложничие начали присваивать и употреблять титул подкомория. Во времена правления Станислава Понятовского, ложничии, как и подкомории, были вытеснены шамбелянами.
Также, так в некоторых случаях называлась должность Постельничий.